# NASA-ESA火星樣本取回任務
NASA-ESA火星樣本取回任務（NASA-ESA Mars Sample Return, MSR）是一項計畫中的火星樣本取回任務，目標是在 43 個鉛筆大小的小型圓柱形鈦製樣本管中收集火星岩石和土壤樣本，並在 2033 年左右將它們送回地球。  這項耗資約 90 億美元的任務將可以進行比火星探測器更加深入、廣泛的分析。 

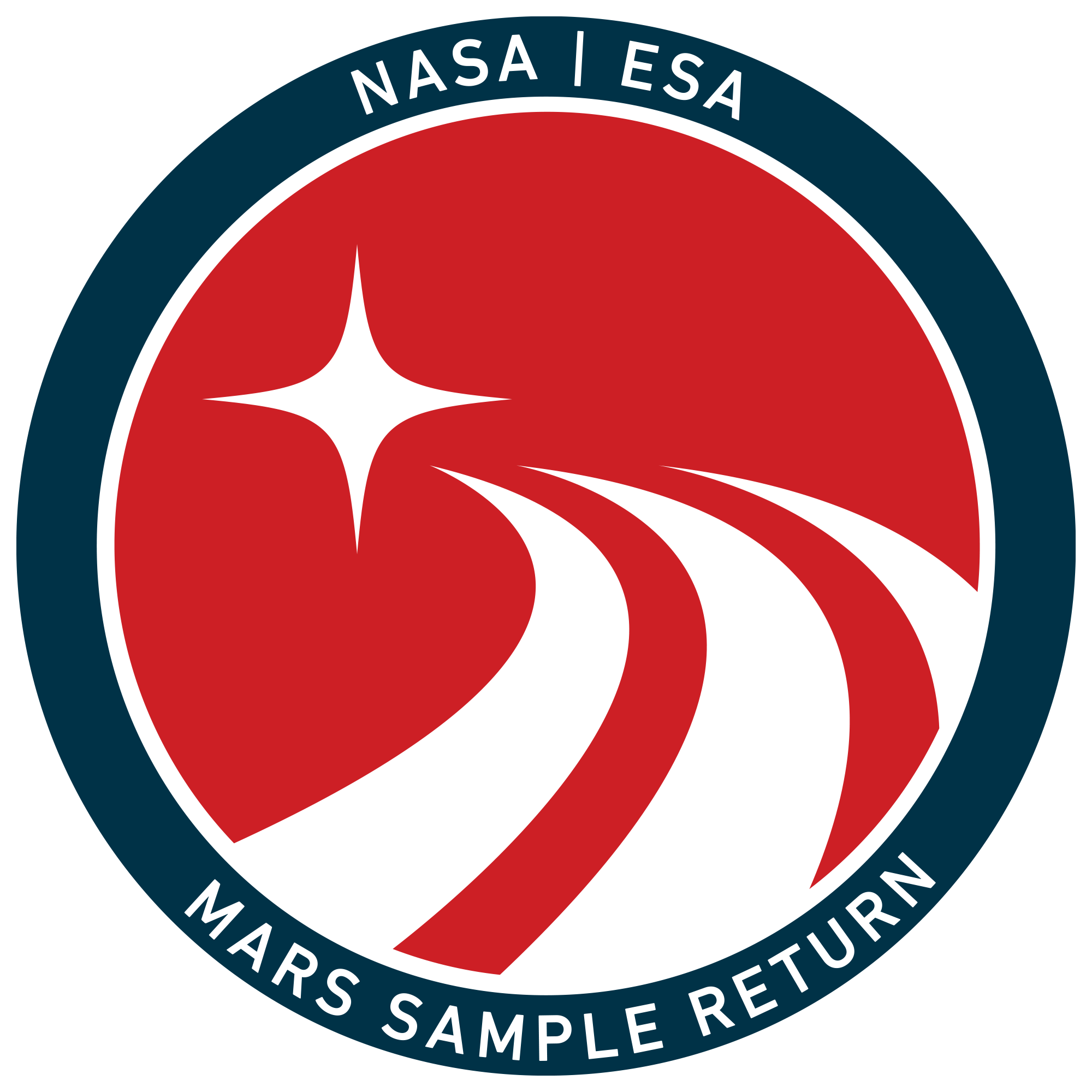
NASA-ESA 火星樣本取回任務標誌

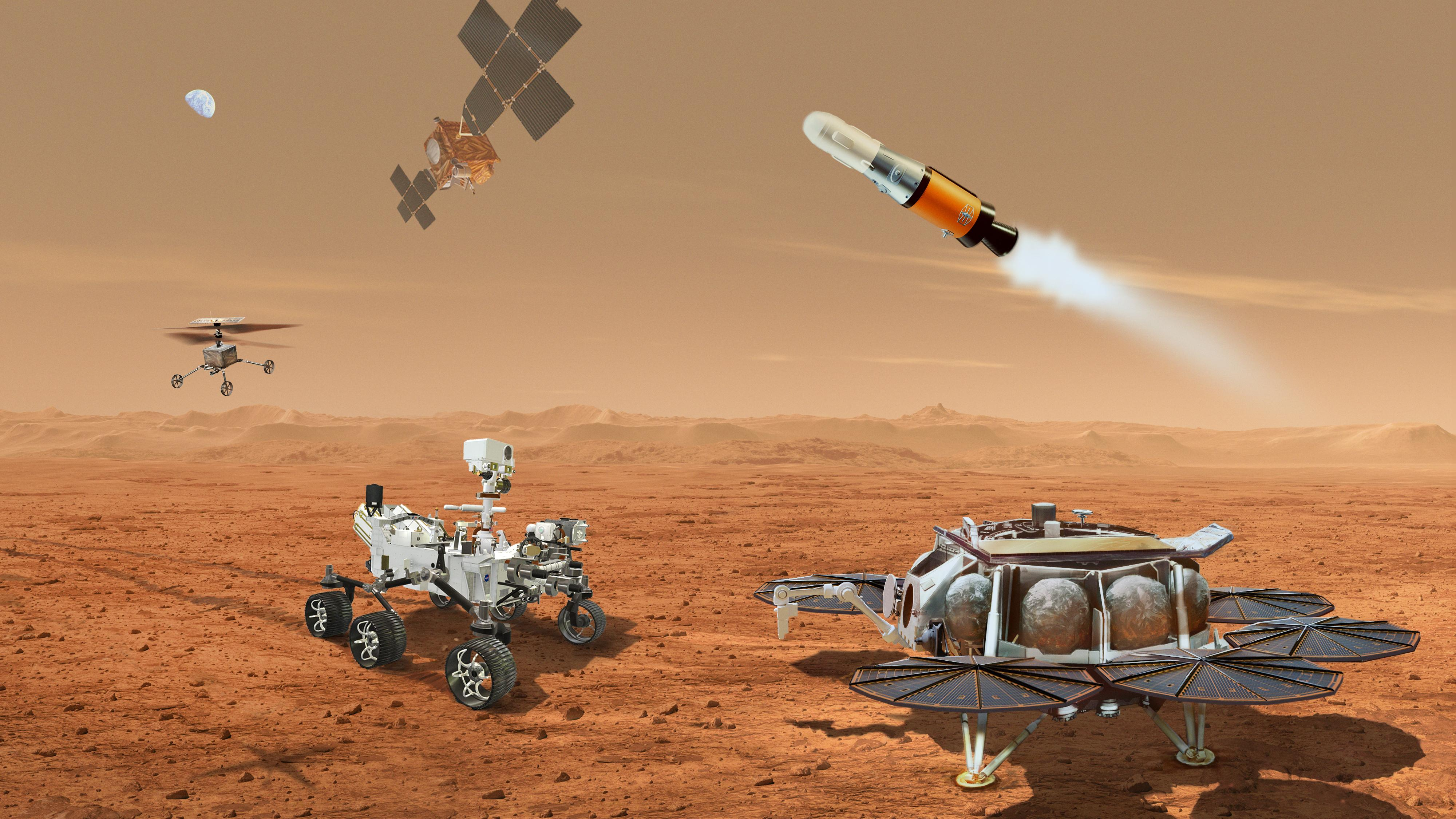
火星樣本取回任務想像圖（2022年7月版）

儘管此任務截至 2022 年 12 月仍處於設計、規劃階段，但毅力號火星車已經在傑澤羅撞擊坑採集樣本。

## 任務概念與背景
經過許多次提案與篩選後，目前的 NASA-ESA 計畫於 2022 年 9 月獲得批准，使用三個任務取回樣本：   
- 樣本採集任務（毅力號）
- 樣本收集任務（樣本收集著陸器（Sample Retrieval Lander, SRL）+ 火星上升飛行器（Mars ascent vehicl, MAV） + 樣本轉移機械手臂 + 2 架機智號级直升機）
- 返回任務（地球返回軌道器（Earth Return Orbiter, ERO））。

該任務希望解答火星是否曾孕育生命的問題。

## 樣本採集

毅力號火星車

火星2020任務的毅力號火星車正在採集樣本，隨後會將樣本管留在火星地表，以供未來的任務取回。

### 火星 2020 毅力號火星車

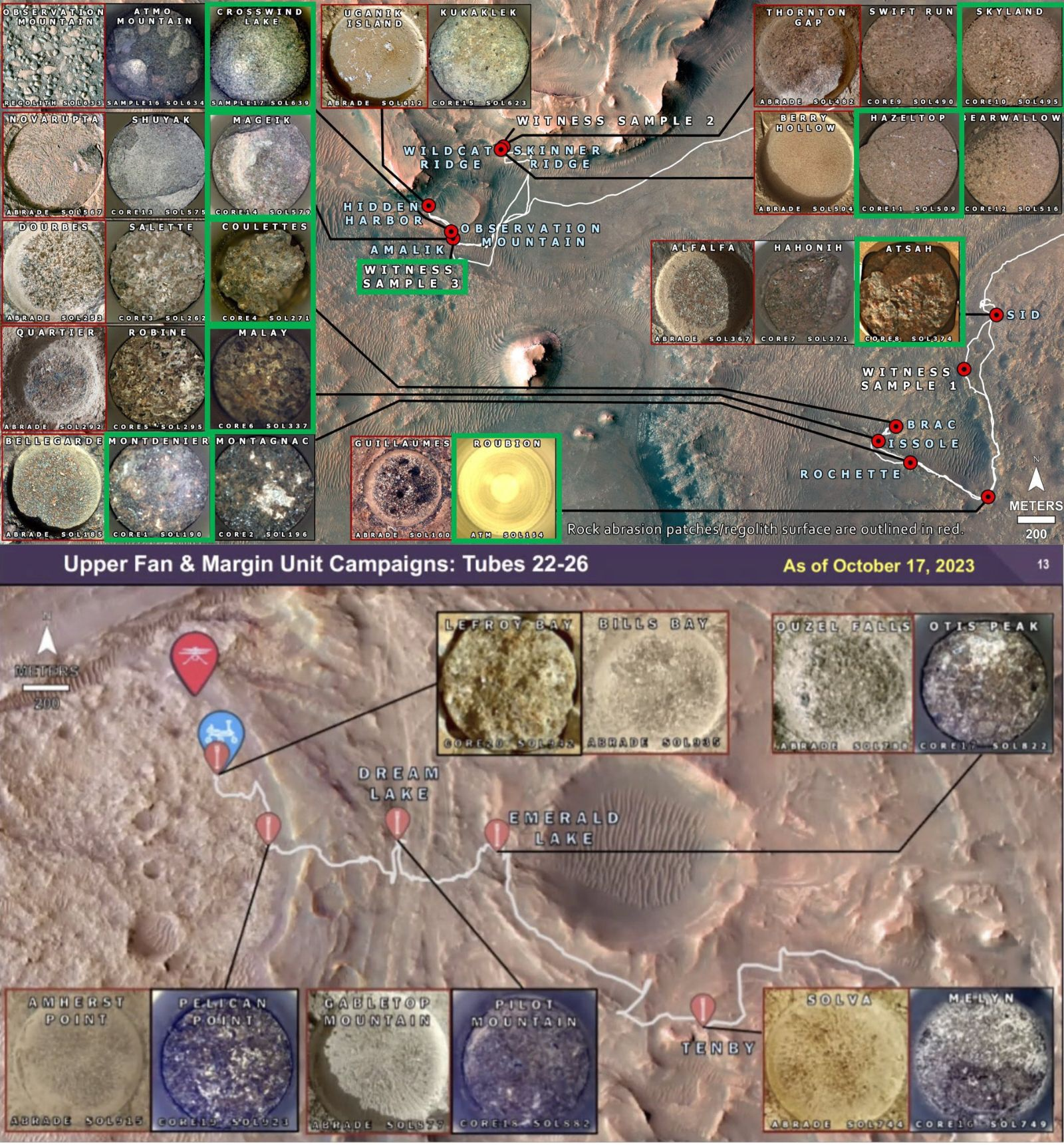
至今為止毅力號收集的樣本（將留在三叉存放站的 10 個樣本以綠色框起。)

火星2020任務的毅力號火星車於 2021 年 2 月將降落在傑澤羅撞擊坑。它將收集了多個樣本並將其裝樣本管中以備日後返回。科學家們推測，傑澤羅撞擊坑是一個古老的湖床，適合地面採樣。
2021 年 8 月上旬，毅力號首次嘗試通過鑽出一個手指大小的火星岩石核心來收集地面樣本。 這次採樣嘗試沒有成功。產生了一個鑽孔，然而樣品容器是空的，這是因為取樣的岩石不夠堅固，無法產生堅固的樣本。毅力號隨後於 2021 年 9 月上旬對被認為更有可能獲得足夠堅固樣品的第二塊目標岩石進行取樣。研磨岩石後，通過噴射加壓氮氣清除灰塵，並檢查所得岩石表面，在 9 月 1 日鑽孔採樣。  9 月 6 日，該封裝完成，第一個樣品放入樣本管容器中。
2022 年 12 月 21 日開始，毅力號開始将收集到的 10 個樣本放置在三叉樣本存放站（Three Forks Sample Depot）。

## 樣本
為了完成火星樣本取回任務，毅力號的將會收集和儲存一套岩石和土壤樣本，這些樣品在未來十年內會有後續任務將其取回。
截至 2023 年 10 月，毅力號攜帶的43個樣本管中，已經封裝27個岩石樣本（8個火成岩樣本、12個沉積岩樣本）一個 二氧化矽-膠結 碳酸鹽岩 樣品管、兩個風化層樣品管，一個大氣樣品管，和三個見證管。43個樣本管中有5個見證管，會裝入毅力號探索區域周圍的環境中的氣體與微粒，作為樣本的對照組。
| 樣本列表：  | 樣本列表：              | 樣本列表： | 樣本列表：           | 樣本列表： | 樣本列表：                                   | 樣本列表：                      | 樣本列表：                            | 樣本列表：       | 樣本列表：             |
| No.         | 採樣日期                | 採樣火星日 | 樣本名稱             | 樣本圖片   | 樣本放置日期、地點、圖片                     | 採樣岩石、目標名稱              | 地點                                  | 樣本長度（公分） | 岩石種類               |
| ----------- | ----------------------- | ---------- | -------------------- | ---------- | -------------------------------------------- | ------------------------------- | ------------------------------------- | ---------------- | ---------------------- |
| 見證管1     | 2021年7月7日            | Sol 121    | N/A                  |            |                                              | N/A                             | 北賽塔                                | N/A              | 見證管                 |
| 大氣樣本1   | 2021年8月6日            | Sol 164    | N/A                  |            |                                              | Roubion                         | 多邊形谷 （Polygon Valley）           | N/A              | 大氣                   |
| 岩石樣本1   | 2021年9月1日            | Sol 190    | Montdenier           |            |                                              | 羅切特岩 （Rochette）           | 阿圖比嶺 （Artuby Ridge）             | 5.98             | 火成岩                 |
| 岩石樣本2   | 2021年9月8日            | Sol 196    | Montagnac            |            |                                              | 羅切特岩 （Rochette）           | 阿圖比嶺 （Artuby Ridge）             | 6.14             | 火成岩                 |
| 岩石樣本3   | 2021年11月15日          | Sol 262    | Salette              |            |                                              | Brac                            | 南賽塔 （South Séítah）               | 6.28             | 火成岩                 |
| 岩石樣本4   | 2021年11月24日          | Sol 271    | Coulettes            |            |                                              | Brac                            | 南賽塔 （South Séítah）               | 3.3              | 火成岩                 |
| 岩石樣本5   | 2021年12月18日          | Sol 295    | Robine               |            |                                              | Issole                          | 南賽塔 （South Séítah）               | 6.08             | 火成岩                 |
| 岩石樣本6   | 2021年12月29日 （失敗） | Sol 306    | N/A                  |            | 2022年12月21日（Sol 653） 三叉存放站 存放點1 | Issole                          | 南賽塔 （South Séítah）               | N/A              | 火成岩                 |
| 岩石樣本6   | 2022年1月31日 （成功）  | Sol 337    | Malay                |            | 2022年12月21日（Sol 653） 三叉存放站 存放點1 | Issole                          | 南賽塔 （South Séítah）               | 3.07             | 火成岩                 |
| 岩石樣本7   | 2022年3月7日            | Sol 371    | Ha'ahóni （Hahonih） |            |                                              | Sid                             | 奧克塔維婭·埃·巴特勒著陸場 Ch'ał 露頭 | 6.5              | 火成岩                 |
| 岩石樣本8   | 2022年3月13日           | Sol 377    | Atsá （Atsah）       |            |                                              | Sid                             | 奧克塔維婭·埃·巴特勒著陸場 Ch'ał 露頭 | 6                | 火成岩                 |
| 岩石樣本9   | 2022年7月7日            | Sol 490    | Swift Run            |            |                                              | 斯金納嶺 （Skinner Ridge）      | 三角洲前沿 （Delta Front）            | 6.69             | 沉積岩                 |
| 岩石樣本10  | 2022年7月12日           | Sol 495    | Skyland              |            |                                              | 斯金納嶺 （Skinner Ridge）      | 三角洲前沿 （Delta Front）            | 5.85             | 沉積岩                 |
| 見證管2     | 2022年7月16日           | Sol 499    | N/A                  |            |                                              | N/A                             | 三角洲前沿 （Delta Front）            | N/A              | 見證管                 |
| 岩石樣本11  | 2022年7月27日           | Sol 509    | Hazeltop             |            |                                              | 班貓嶺 （Wildcat Ridge）        | 三角洲前沿 （Delta Front）            | 5.97             | 沉積岩                 |
| 岩石樣本12  | 2022年8月3日            | Sol 516    | Bearwallow           |            |                                              | 班貓嶺 （Wildcat Ridge）        | 三角洲前沿 （Delta Front）            | 6.24             | 沉積岩                 |
| 岩石樣本13  | 2022年10月2日           | Sol 575    | Shuyak               |            |                                              | 阿馬利克 （Amalik）             | 三角洲前沿 （Delta Front）            | 5.55             | 沉積岩                 |
| 岩石樣本14  | 2022年11月16日          | Sol 619    | Mageik               |            | 2022年12月23日（Sol 655） 三叉存放站 存放點2 | 阿馬利克 （Amalik）             | 三角洲前沿 （Delta Front）            | 7.36             | 沉積岩                 |
| 見證管3     | 2022年10月14日          | Sol 586    | N/A                  |            |                                              | N/A                             | 三角洲前沿 （Delta Front）            | N/A              | 見證管                 |
| 岩石樣本15  | 2022年11月29日          | Sol 631    | Kukaklek             |            |                                              | 隱藏港 （Hidden Harbor）        | 三角洲前沿 （Delta Front）            | 4.97             | 沉積岩                 |
| 表岩屑樣本1 | 2022年12月2日           | Sol 634    | Atmo Mountain        |            |                                              | 觀察山 （Observation Mountain） | 三角洲前沿 （Delta Front）            | 5.30             | 混合的沉積和火成岩顆粒 |
| 表岩屑樣本2 | 2022年12月7日           | Sol 639    | Crosswind Lake       |            |                                              | 觀察山 （Observation Mountain） | 三角洲前沿 （Delta Front）            | 5.30             | 混合的沉積和火成岩顆粒 |
| 資料來源:   |                         |            |                      |            |                                              |                                 |                                       |                  |                        |

## 三叉樣本存放站（Three Forks Sample Depot）
NASA 的毅力號火星車為 MSR 活動進行科學和樣本採集將近一個火星年之後，於2022 年 12 月 19 日開始把十個樣本存放三叉樣本存放站。該倉庫將作為備用方案，以防毅力號無法運送樣本。 毅力號將樣本存放在一個相對平坦的地形，稱為三叉（Three Forks），這樣 NASA 和 ESA 就可以在 MSR 任務中收回它們。 該地點同時也是樣本收集著陸器的備用著陸點。

VSTB OPTIMISM 火星車測試於 Mars Yard 測試樣本存放

毅力號複雜的採樣和緩存系統需要將近一個小時的時間才能從火星車的腹部取回金屬管，用其內部緩存相機（Cachecam）對其進行最後一次觀察，然後讓樣本掉落一塊精心挑選的地面上。

毅力號拍攝的火星沙塵

樣本管不會被堆放在同一個地方。每個樣本管都有一個直徑約為 5.5 米（18 英尺）的「操作區域」可供放置。10 個樣本管將以復雜的鋸齒形圖案編排放置於火星地表，每個樣本附近彼此相距約 5 ~ 15 公尺。
採用此計劃有多種原因，最大原因是因為樣本回收直升機一次只能收回一個樣本管。同時，直升機會於此處起飛和降落，並在該地點短暫行駛。 為了確保直升機能夠毫無問題地取回樣本，該計劃要得到妥善執行，並且將耗時兩個多月。

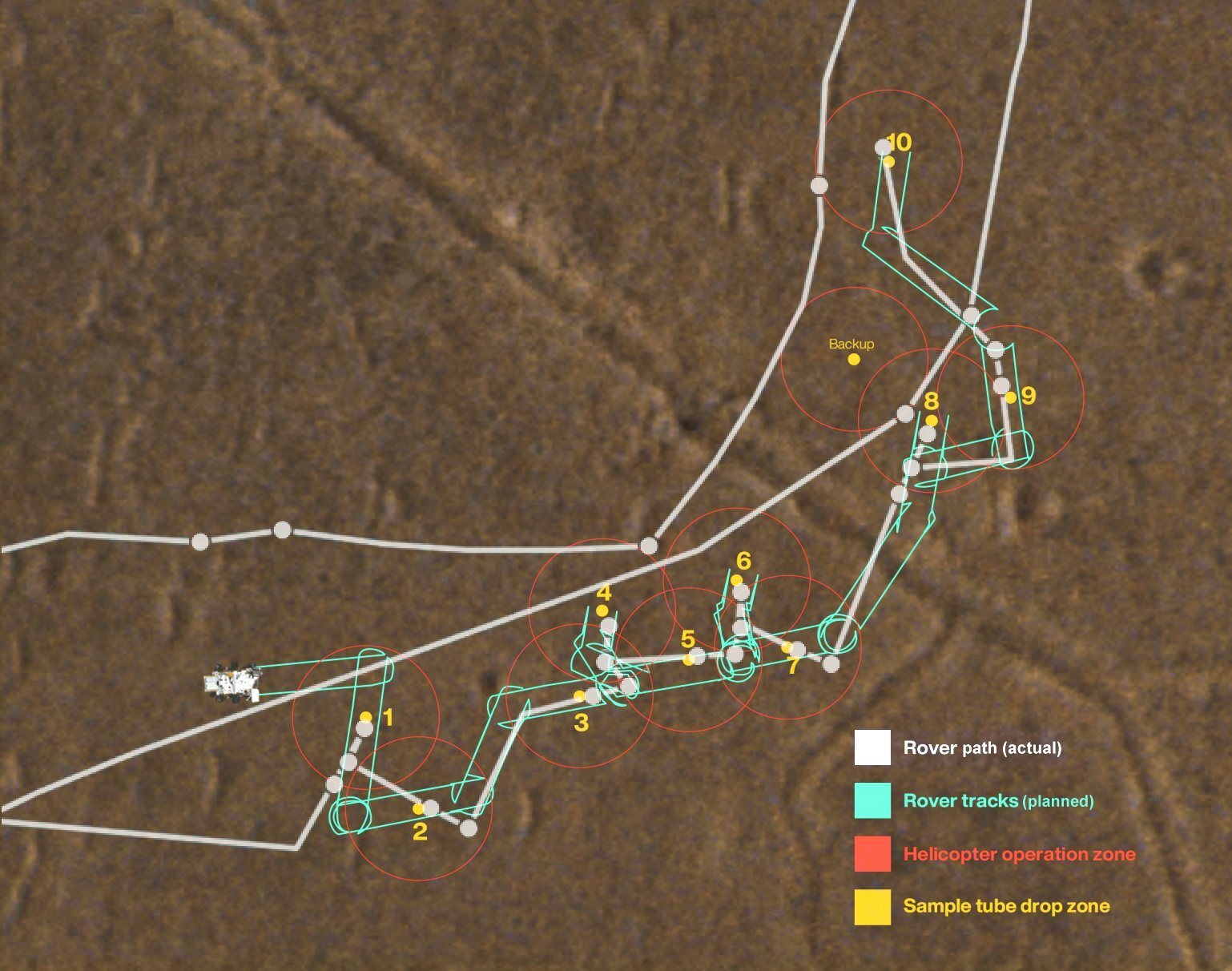
毅力號計畫於三叉樣本存放站放置樣本管的位置圖

## 樣本收集
早期規劃的火星樣本取回任務包括 ESA 的撿取樣本火星車及其相關的第二個著陸器，以及火星上升飛行器（Mars ascent vehicl, MAV）及其著陸器，後者將把樣本帶到 MAV，然後將樣本發射進入軌道。但考慮到成本超支後，決定以毅力號為將樣本運送到樣本收集著陸器（Sample Retrieval Lander, SRL）的主要方式。
目前計畫的的樣本收集任務為在 2028 年發射樣本收集著陸器，搭載火星上升飛行器和兩架樣本回收直升機。毅力號和直升機將把樣本運送到 SRL 。 SRL 中由 ESA 研發的樣本轉移機械手臂將提取樣本並將它們放置到火星上升飛行器的樣品返回膠囊中。 SRL計畫於 2029 年在傑澤羅撞擊坑的三叉地區（Three Forks）附近著陸。

### 火星樣本回收直升機
SRL 將會搭載兩架类似于机智号的火星样本回收直升机，兩架直升机都將利用微型機械手臂收集樣本管至SRL，以防毅力號遇到問題。

### 火星上升飛行器（MAV）
火星上升飛行器（MAV）是 NASA 製造的 3 公尺長、兩級固體燃料火箭，由洛克希德·馬丁公司與馬歇爾太空飛行中心合作開發，它將把從火星表面收集到的樣本運送到地球返回軌道器。  計劃在它點燃之前以每秒 16 英尺（5 米）的速度彈射到空中，以消除升空失誤的可能性，例如 SRL在火箭升空時滑動或傾斜。火箭的第一級將由一個升級後的 STAR-20 發動機運行 70 秒，而第二級將由一個升級後 STAR-15 發動機再燃燒 27 秒。 之後 MAV 將進入高度 380 公里的軌道。樣品容器將被釋放到軌道上。
MAV 計劃於 2028 年隨著 SRL 發射。 

## 樣本返回

### 地球返回軌道器（ERO）
ERO 是 ESA 開發的軌道器。 它包括 NASA 建造的樣本捕獲/收容和返回系統 (CCRS) ，用於與 MAV 在低火星軌道 (LMO) 上會合並交付樣本。ERO 重約 6000 公斤並擁有寬度超過 40 公尺的太陽能板 （為有史以來發射到太空最大的太陽能板之一）。
ERO 計劃於 2027 年用亞利安6號運載火箭發射，並於 2028 年到達火星，它將使用離子推進器和單獨的推進元件逐步到達正確的軌道。 軌道器將在軌道上取回並密封樣本艙，並使用 NASA 製造的機械手臂將密封的樣本艙放入地球再入艙 (Earth Entry Vehicle, EEV) 。它將在 2033 年火星-地球轉移窗口期間返回地球。

### 地球再入艙（Earth Entry Vehicle, EEV）
捕獲/收容和返回系統 (CCRS) 會將樣本存放在 EEV 中。 EEV 將在沒有降落傘的情況下返回地球並著陸。 猶他州測試和訓練場的沙漠和 EEV 中的減震材料能在保護樣品免受衝擊力。    EEV 計劃於 2033 年登陸地球。

## 外部鏈結
- NASA 的火星樣本取回任務官方網站 （页面存档备份，存于）
- NASA 和 JPL 制作的火星樣本取回任務示範動畫 （页面存档备份，存于）（视频）